# Circonscription de Lay Armachiho
La circonscription de Lay Armachiho est une des 135 circonscriptions législatives de l'État fédéré Amhara, elle se situe dans la Zone Nord Gonder. Son représentant actuel est Amare Afle Tasew.